# خط‌شکن
خط‌شکن یک مجموعه تلویزیونی ایرانی به کارگردانی مسعود تکاور، تهیه‌کنندگی سعید منتظرالمهدی و محصول سال ۱۳۸۶ تا ۱۳۸۷ است. اولین قسمت این سریال ۱۳ قسمتی، اولین بار در اردیبهشت ۱۳۸۷ از شبکهٔ پنج صدا و سیمای ایران پخش شد.
این مجموعه در بهمن ۱۳۹۷ از شبکه آی‌فیلم بازپخش شد.

## خلاصه داستان
داستان این سریال، روایت دختر و پسری جوان به نام‌های نازنین و کورش است که با وجود مخالفت خانواده‌هایشان باهم نامزد شده‌اند و تصمیم به ازدواج دارند.
کورش خواننده است و نازنین ترانه‌سرا اما از آنجا که ترانه‌هایش کمی سیاسی است و نمی‌تواند برای آنها مجوز بگیرد، همراه کورش تصمیم به خروج از کشور می‌گیرند…

## بازیگران
- حامد کمیلی در نقش کورش
- مریم کاویانی در نقش نازنین
- یوسف تیموری
- رضا رویگری پدر کورش
- امید آهنگر
- سیدجواد هاشمی
- مهدی امینی‌خواه
- فریده دریامج
- سیما مطلبی
- شیوا خسرومهر
- صفر کشکولی
- بهزاد رحیم‌خانی
- آناهیتا همتی
- داوود اسدی
- شهرام عبدلی
- سپیده ذاکری
- مریم سلطانی
- محمود مقامی
- سپند امیرسلیمانی

## عوامل تولید
از دیگر عواملی که در تولید این سریال همکاری کرده‌اند، عبارتند از:
نویسنده: سعید دولتخانی، مدیر تصویربرداری: علی ملکی، تدوین: حمید بهمنی، موسیقی: محمد مهدی گورنگی، ترانه‌سرا: افشین یداللهی، طراح صحنه: کامران ذوالفقاری، طراح گریم: علی‌اکبر بهادری و صدابردار: احمد اردلان، مدیر تولید: سعید علیجانی، دستیار کارگردان: مجید واشقانی، برنامه‌ریز: طاهره رجبی، مدیر تدارکات: مهدی منیری، خواننده: افشین سپهر

## حواشی
- ایران تی‌وی نتورک اين سريال را بدون اجازه‌ی صدا و سيما از شبکه اش  پخش کرد.[۲]
- آخرین بازی داوود اسدی در این سریال بوده‌است.
- در قسمت‌های ابتدایی نویسنده در یادداشتی رسانه‌ای به تغییر و خدشه‌دار شدن فیلمنامه‌اش اعتراض کرد که با واکنش مشابه کارگردان مواجه شد و در نهایت نامه‌نگاری‌های او با مسئولان سازمان موجب شد نامش از تیتراژ حذف شود.
- در ابتدا قرار بود رضا صادقی خوانندگی تیتراژ را بر عهده داشته باشد اما در نهایت افشین سپهر ترانه این سریال را اجرا کرد.

## ترانه سریال
افشین یداللهی برای سریال خط شکن ترانه‌ای با نام «رفاقت» سروده‌است که محمد مهدی گورنگی آن را آهنگسازی و تنظیم کرده‌است و افشین سپهر آن ترانه را خوانده‌است. شعر ترانه رفاقت:
| رفاقت گاهی اشکه گاهی خونه   |  | رفاقت گاهی از جنس جنونه     |
| یه وقتایی تمومِ دین و دنیاس  |  | برای آدمای بی نشونه         |
| همون بی ادعاهایی که گاهی    |  | نمی دونی چقدر عاشق‌تر از مان |
| همونایی که حتی از خدا هم    |  | به این آسونیا چیزی نمیخوان  |
| اگه عشقی نبود فقط رفاقت     |  | می تونست عشقو تو دنیا بیاره |
| نمیشه دل به عشقِ اون کسی داد |  | که میتونه رفیقو جا بذاره    |
| رفاقت مثله خاک سرزمینه      |  | واسه رودخونه عشقِ تو و من    |
| میشه دریا شدن مشکل نباشه    |  | به شرطِ سادهٔ از خود گذشتن    |